# Thita glauca
Thita glauca là một loài bọ cánh cứng trong họ Cerambycidae.